# Marco Lucchesi
 (avril 2014).
Si vous disposez d'ouvrages ou d'articles de référence ou si vous connaissez des sites web de qualité traitant du thème abordé ici, merci de compléter l'article en donnant les références utiles à sa vérifiabilité et en les liant à la section « Notes et références ».
Marco Lucchesi, né le 9 décembre 1963 à Rio de Janeiro, est un écrivain brésilien.

## Biographie
Poète, romancier, essayiste et traducteur, il a publié, entre autres ouvrages, neuf lettres sur la Divine Comédie, Le bibliotécaire de l’empereur, Le don du Crime, Méridien Céleste & Bestiaire, Sphera, La mémoire de Ulisses, Les Yeux du désert, Théâtre alchimique. Il a publié en italien Poesie, Hyades et La gioia del dolor. Il traduit un recueil de poèmes de Rumi, L'Ombre du Bien-aimé, La Scienza nuova de Vico, deux romans de Eco, Baudolino et L'isola del giorno prima, trois histoires de Patrick Süsskind, les poèmes du roman Le Docteur Jivago, Euclidiennes de Guillevic, Rilke et Trakl.
Parmi les traductions de ses œuvres dans plus de dix langues, il y a celle de Curt Meyer Clason, en allemand, et de George Popescu en roumain.
Il est professeur de littérature comparée à l'université fédérale de Rio de Janeiro. 

## Distinctions et prix
- Chevalier de l'ordre du Mérite de la République italienne
- Membre de l'Académie brésilienne des lettres[1]
- Membre de l’Accademia delle Scienze, Lettere e Arti de Lucques
- Prix Jabuti
- Pprix Alceu Amoroso Lima pour l'ensemble de sa production en poésie
- Prix Marin Sorescu (Roumanie)
- Prix du Ministero dei Beni Culturali
- Prometeo d'Argento della Presidenza della Repubblica (Italie)
- Pantera d'Oro de la ville de Lucques (Italie)
- Laure dantesco (Ravenne)